# 芬兰广播交响乐团

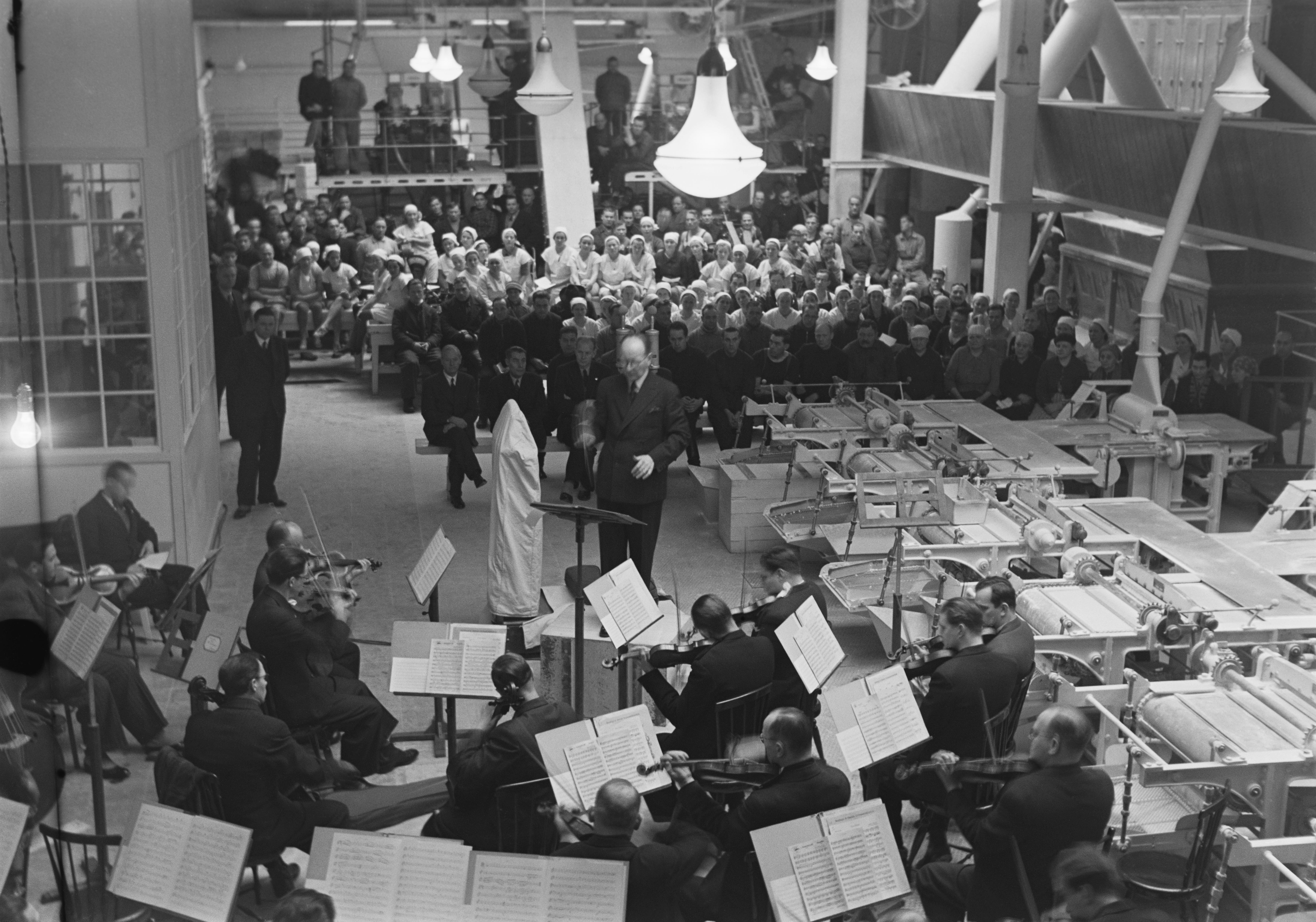
芬兰广播交响乐团于1944年在赫尔辛基的制糖厂演出的情景

芬兰广播交响乐团（芬蘭語：Radion sinfoniaorkesteri）是隶属于芬兰广播公司的管弦乐团。它成立于1927年，在芬兰广播公司成立一年后就接着成立的。乐团里有99个全职演奏家。乐团的主场演奏厅是赫尔辛基音乐厅。乐团的首席指挥是汉努·林图。
芬兰广播交响乐团已经灌注过超过一百张唱片，并经常性地去世界各地巡回演出。乐团演出剧目中的一个重要部分是新创作的芬兰音乐。乐团在每个演出季节中首演一些芬兰广播公司订制的曲目。除了活跃的巡回演出和唱片灌注之外，乐团所有的音乐会都可以在芬兰广播公司的广播第一频道上收听到。